# Vrouwe Gerfaut
Vrouwe Gerfualt is het derde stripalbum uit de stripreeks De Klaagzang van de Verloren Gewesten en het derde deel van de cyclus Sioban. Het album is geschreven door Jean Dufaux en getekend door Rosinski. Van dit album verschenen twee drukken bij uitgeverij Dargaud.

## Verhaal
In het derde deel wordt beschreven hoe Sioban haar koninkrijk regeert. Ze krijgt er te maken met een nogal opdringerige schoonmoeder, Vrouwe Gerfault, die haar zoon niets liever dan koning van Eruin Dulea ziet worden. Om dit te bewerkstelligen maakt ze een liefdesdrank voor Sioban. Dit maakt ze van het bloed van Brigga, de moeder van Obla. Prins Gerfault moet er wel een prijs voor betalen: zijn linkerhand verandert daardoor in een bokkenpoot. Om dit te verbergen draagt hij de hele tijd een handschoen. In dit deel verliest Sioban de stem van haar vader nadat ze gehuwd is met prins Gerfault. 